# Doc Severinsen
Carl Hilding „Doc“ Severinsen (* 7. července 1927 Arlington, Oregon, USA) je americký jazzový trumpetista a kapelník. V padesátých letech byl členem domovské kapely pořadu The Tonight Show, který uváděl Steve Allen, a od šedesátých do devadesátých let působil jako kapelník v pořadu Johnnyho Carsona. Počínaje albem Tempestuous Trumpet z roku 1961 vydává rovněž vlastní nahrávky. Během své kariéry hrál i na albech jiných hudebníků, mezi které patří Mundell Lowe, Milt Jackson, Dizzy Gillespie, Gene Krupa nebo Lena Horne.